# Pseudoneureclipsis wilaiwan
Pseudoneureclipsis wilaiwan är en nattsländeart som beskrevs av Chantaramongkol och Malicky 1986. Pseudoneureclipsis wilaiwan ingår i släktet Pseudoneureclipsis och familjen fångstnätnattsländor. Inga underarter finns listade i Catalogue of Life.